# Томас Бейтінк
Томас Бейтінк (нід. Thomas Buitink; нар. 14 червня 2000, Нейкерк) — нідерландський футболіст, нападник клубу «Зволле».
Виступав, зокрема, за клуб «Вітесс», а також молодіжну збірну Нідерландів.

## Клубна кар'єра
Народився 14 червня 2000 року в місті Нейкерк. Вихованець футбольної школи клубу «Вітесс». Дорослу футбольну кар'єру розпочав 2017 року в основній команді того ж клубу. 30 березня 2019 року відзначився хет-триком в матчі який завершився внічию 3–3 проти клубу АДО Ден Гаг.
На правах оренди грав в клубах «Фортуна» (Сіттард) та «Зволле».
Влітку 2024 року підписав із «Зволле» повноцінний контракт на три роки.

## Виступи за збірні
2014 року дебютував у складі юнацької збірної Нідерландів, взяв участь у 38 іграх на юнацькому рівні, відзначившись 12 забитими голами.
У 2022 році Бейтінк зіграв одну гру в складі молодіжної збірної Нідерландів.

## Статистика виступів

### Статистика клубних виступів
Станом на 19 травня 2024
| Команда                      | Сезон             | Ліга              | Ліга | Ліга  | Кубок Нідерландів | Кубок Нідерландів | Європа | Європа | Інші | Інші  | Усього | Усього |
| Команда                      | Сезон             | Дивізіон          | Ігор | Голів | Ігор              | Голів             | Ігор   | Голів  | Ігор | Голів | Ігор   | Голів  |
| ---------------------------- | ----------------- | ----------------- | ---- | ----- | ----------------- | ----------------- | ------ | ------ | ---- | ----- | ------ | ------ |
| «Вітесс»                     | 2017–18           | Ередивізі         | 4    | 0     | 0                 | 0                 | 0      | 0      | 0    | 0     | 4      | 0      |
| «Вітесс»                     | 2018–19           | Ередивізі         | 17   | 7     | 2                 | 1                 | 0      | 0      | 3    | 0     | 22     | 8      |
| «Вітесс»                     | 2019–20           | Ередивізі         | 17   | 0     | 3                 | 1                 | —      | —      | —    | —     | 20     | 1      |
| «Вітесс»                     | 2020–21           | Ередивізі         | 14   | 1     | 2                 | 1                 | —      | —      | —    | —     | 16     | 2      |
| «Вітесс»                     | 2021–22           | Ередивізі         | 28   | 2     | 3                 | 0                 | 9      | 2      | 4    | 1     | 44     | 5      |
| «Вітесс»                     | 2022–23           | Ередивізі         | 8    | 0     | 0                 | 0                 | —      | —      | —    | —     | 8      | 0      |
| «Вітесс»                     | 2023–24           | Ередивізі         | 13   | 1     | 1                 | 0                 | —      | —      | —    | —     | 14     | 1      |
| «Вітесс»                     | Разом             | Разом             | 101  | 11    | 11                | 3                 | 9      | 2      | 8    | 1     | 129    | 17     |
| «Зволле» (оренда)            | 2020–21           | Ередивізі         | 9    | 2     | —                 | —                 | —      | —      | —    | —     | 9      | 2      |
| «Фортуна» (Сіттард) (оренда) | 2022–23           | Ередивізі         | 13   | 0     | —                 | —                 | —      | —      | —    | —     | 13     | 0      |
| Усього за кар'єру            | Усього за кар'єру | Усього за кар'єру | 164  | 28    | 11                | 3                 | 9      | 2      | 8    | 1     | 192    | 34     |